# Henry Stuart, Duke of Gloucester

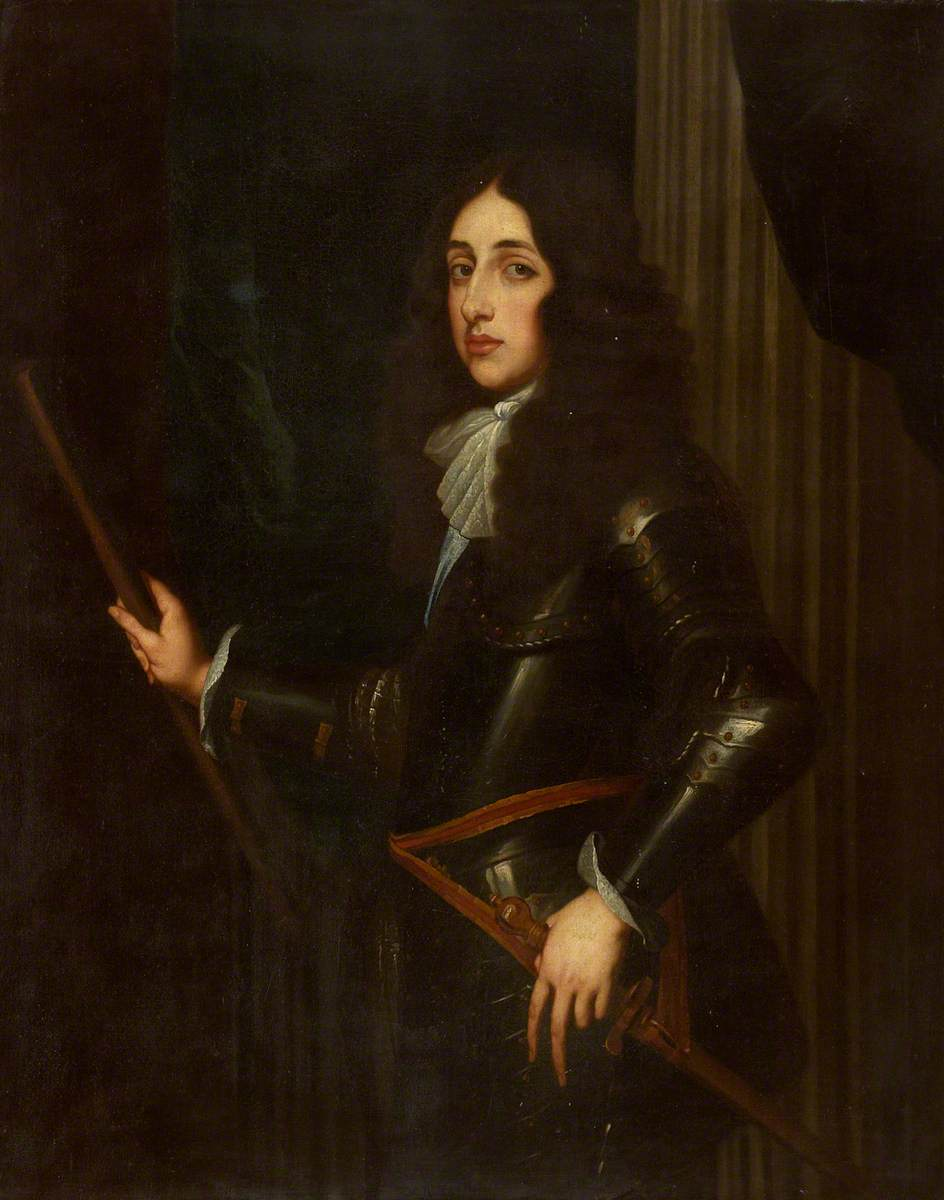
Henry Stuart. Gemalt von Johann Boeckhorst (1659).

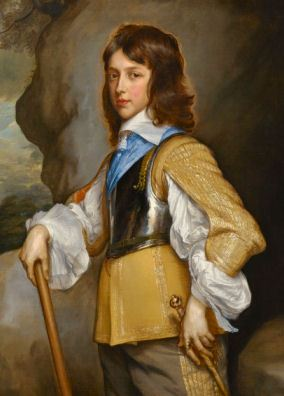
Henry Stuart, Duke of Gloucester. Gemalt von Adriaen Hanneman.

Henry Stuart, Duke of Gloucester

Henry Stuart, Duke of Gloucester KG (auch Henry of Oatlands, * 8. Juli 1640 in Oatlands Palace, Surrey; † 13. September 1660 in Palace of Whitehall, London) war ein englisch-schottischer Prinz aus dem Haus Stuart.

## Leben
Henry wurde als der jüngste Sohn von Karl I. König von England, Schottland und Irland sowie dessen Ehefrau Henrietta Maria von Frankreich im Oatlands Palace, Surrey, geboren. Nach seinem Geburtsort wurde er auch Henry of Oatlands genannt. Die frühen Kinderjahre verbrachte er zunächst an der Seite der Geschwister, insbesondere der fast fünf Jahre älteren Schwester Elizabeth Stuart (1635–1650). Die ersten Lebensjahre waren von den Unruhen des Englischen Bürgerkrieges geprägt, der ab 1642 ausbrach. In Folge der Auseinandersetzungen wurde er zusammen mit Elizabeth von den Aufständischen gefangen genommen und im Tower of London inhaftiert. Das inzwischen zum Rumpfparlament gewordene House of Commons unter Oliver Cromwell zog in Betracht, den inzwischen achtjährigen Heinrich als neuen König von England in Form einer konstitutionellen Monarchie zu installieren. Hintergrund dieser Überlegung war insbesondere, dass Henry, im Gegensatz zu den älteren Brüdern, Charles, Prince of Wales, und James, Duke of York, bislang nicht durch den Katholizismus der sehr religiöse Mutter und der Erziehung zu absolutistischen Auffassungen geprägt worden wäre. Zudem erhofften sich die Parlamentarier, Henry als jungen Menschen besser lenken zu können. Die Parlamentarier beschlossen jedoch, England in eine Republik umzuwandeln und Oliver Cromwell als regierenden Lordprotektor einzusetzen. Henry wurde es ermöglicht, den Tower von London zu verlassen und unter den Augen des Parlaments weitgehende Freiheiten zu haben. Zeitweise wuchs er an der Seite Elizabeths bei Philip Herbert, 4. Earl of Pembroke auf. Hier erhielten beide Geschwister auch Besuch vom älteren Bruder James. 1647 wurde es den dreien sogar erlaubt, für zwei Tage nach Maidenhead zu reisen, um dort den festgehaltenen Vater zu treffen. Henrys letzte Begegnung mit dem Vater erfolgte schließlich im Januar 1649, als das englische Parlament bereits die Hinrichtung des abgesetzten Königs beschlossen hatte.
Nach dessen Enthauptung gab es Überlegungen, Henry und Elizabeth zu deren ältester Schwester Maria Henrietta Stuart (durch Ehe mit Wilhelm II. von Oranien-Nassau als Fürstin von Oranien-Nassau) zu schicken. Stattdessen wurden beiden jedoch alle königlichen Titel aberkannt und die Kinder in den Arrest unter Robert Sidney, 2. Earl of Leicester, und dessen Ehefrau geschickt. 1650 starb Elizabeth, wodurch Henry seine geliebte Schwester verlor. Erst drei Jahre später erlaubte ihm Cromwell, zu dessen Mutter und Brüdern in das Exil nach Paris zu gehen. Henry und seine Mutter Henrietta Maria gerieten schnell in ernste Streitigkeiten, da sie versuchte, ihn vom katholischen Glauben zu überzeugen, was dieser als überzeugter Protestant vehement ablehnte. Statt einer Aussöhnung verbannte die Mutter ihn vom Hof im Pariser Exil. Henry schloss sich daraufhin der spanischen Armee in Dünkirchen an, wo er an der Seite des Bruders James im Französisch-Spanischen Krieg unter dem Kommando des Prinzen von Condé bei der verlorengegangenen Schlacht in den Dünen teilnahm. Der Tod von Oliver Cromwell im Jahr 1658 bereitete den Weg für die Stuart-Restauration in England, Schottland und Irland mit Heinrichs ältestem Bruder Karl II. als neuem König. Henry begleitete diesen bei der Rückkehr auf die Insel und den anschließend stattfindenden Feierlichkeiten. Noch im selben Jahr wurde Henry am 4. April 1653 als Knight Companion in den Hosenbandorden aufgenommen und am 13. Mai 1659 zum Duke of Gloucester und Earl of Cambridge erhoben.

## Früher Tod
1660 grassierten die Pocken in England, wobei sich der 20-jährige Heinrich infizierte und am 13. September 1660 im Palace of Whitehall verstarb. Er wurde am 21. September 1660 in der Westminster Abbey in London beigesetzt. Da er unverheiratet und kinderlos war, erloschen seine Adelstitel mit dem Tod.